# Tokyo Inferno
Tokyo Inferno (jap. 彼女を守る51の方法, Kanojo o Mamoru 51 no Hōhō, dt. „51 Wege sie zu retten“) ist ein Manga des Mangaka Usamaru Furuya aus dem Jahr 2006.

## Inhalt
Tokio am 23. Februar 20XX: Um einen Job bei einem bekannten Fernsehsender zu ergattern, ist der Student Jin Mishima auf der künstlich aufgeschütteten Insel Odaiba in der Bucht von Tokio – einem beliebten Unterhaltungs- und Einkaufsort – unterwegs. Ebenfalls in der Nähe des Senders möchte die Gothic Lolita Nanako Okano ein Konzert besuchen, wurde jedoch von ihrer Freundin um die Eintrittskarte betrogen. Zufällig begegnen sich die beiden jungen Menschen und stellen fest, dass sie einander kennen. In der Mittelschule waren sie Klassenkameraden.
Noch während die Erinnerungen an die Schulzeit in ihnen wieder aufkeimen, erbebt die Erde. Ein Erdbeben der Stärke 8,1 auf der Richterskala legt Tokio binnen Sekunden in Schutt und Asche. Jin und Nanako sind gerade noch mit dem Leben davongekommen, sehen sich nun aber mit einem katastrophalen Szenario konfrontiert: Ihre Heimatstadt hat sich in eine unberechenbare Todesfalle verwandelt. Im weiteren Verlauf der Geschichte geht es um das nackte Überleben in dem gefährlichen Katastrophenherd.

## Konzeption
Der Manga von Usamaru Furuya thematisiert mit einem zerstörerischen Erdbeben in Tokio als eine Mischung aus Realität und Fiktion. In die Geschichten sind Erfahrungen von Überlebenden von Erdbebenkatastrophen eingeflossen und zwischen den Kapiteln sind Kommentare von Minoru Watanabe eingebunden, einem Journalisten mit Spezialgebiet Katastrophenschutz. Watanabe schrieb einen gleichnamigen japanischen Roman über die Thematik in Anleitungsform. Die Ergänzungen im Manga und der Roman erklären, was im Falle eines Erdbebens geschehen kann und welche Notfallmaßnahmen der Leser ergreifen kann.

## Veröffentlichungen
In Japan kam Tokyo Inferno 2006 unter dem Titel Kanojo o Mamoru 51 no Hōhō in den Handel, zunächst im Magazin Comic Bunch. Dort wurde die Geschichte im September 2007 abgeschlossen. Der Verlag Shinchōsha veröffentlichte die Manga-Serie danach in insgesamt fünf Sammelbänden.
Tokyopop veröffentlichte Kanojo o Mamoru 51 no Hōhō im April und Juli 2010 unter dem Titel Tokyo Inferno. Die fünf Original-Bände wurden in zwei großformatigen Softcover-Ausgaben mit je 480 Seiten zusammengefasst. Die Altersempfehlung des Verlags ist 15+. Im englischsprachigen Raum wurde der Manga unter dem Titel 51 Ways To Save Her von CMX verlegt. Auf Spanisch erschien die Serie bei Glénat España und bei Ponent Mon, auf Italienisch bei Coconino Press und Ronin Manga. Der chinesische Lizenznehmer ist Tong Li Publishing.